# Christian Bénard
Christian Bénard, souvent crédité Kris Bénard (et parfois Chris Bénard) est un acteur français spécialisé dans le doublage, né le 12 janvier 1958 à Rennes.

## Biographie
Comédien dès l'âge de huit ans, puis chanteur sortant son propre album, Christian Bénard est devenu directeur de casting, de plateaux et artistique dans le domaine du doublage de films et séries d'animation.
Dans le domaine de l'audiovisuel, il a travaillé entre autres avec l'Européenne de doublage, Carrère Group, Europacorp, Canal + et la Sofi.
Il est directeur artistique pour la série New York 911.
Il a réalisé le doublage anglophone du film de Luc Besson, Les Aventures extraordinaires d'Adèle Blanc-Sec et a également écrit pour Profondeur de champ, le magazine culturel participatif, avec une série d'épisodes Entrée libre.

## Doublage

### Cinéma

#### Films
- Adam Sandler dans :
  - Billy Madison (1995) : Billy Madison
  - Happy Gilmore (1996) : Happy Gilmore
- Vincent D'Onofrio dans : 
  - Full Metal Jacket (1987) : Leonard Lawrence, dit « Gomer Pyle »
  - The Cell (2000) : Carl Rudolph Stargher

- Mark Dacascos dans
  - Double Dragon (1994) : Jimmy Lee
  - Kickboxer 5 : Le Dernier Combat (1995) : Matt Reeves (DTV)
- 1977 : La Castagne : Jeff Hanson (Jeff Carlson)
- 1979 : Arrête de ramer, t'es sur le sable : Hardware (Matt Craven)
- 1979 : American Party : Tall Kid (Perry Lang)
- 1979 : Les Vampires de Salem : Mark Petrie (Lance Kerwin)[2]
- 1981 : Piranha 2 : Les Tueurs volants : Chris Kimbrough (Ricky Paull Goldin)
- 1982 : Diner : Billy Howard (Timothy Daly)
- 1983 : Rusty James : Smokey (Nicolas Cage)
- 1983 : Outsiders : Steve Randle (Tom Cruise)
- 1983 : Eddie and the Cruisers : Doc Robbins (Joe Pantoliano)
- 1984 : Une défense canon : Harvey Brank (Mark Arnott)
- 1984 : Footloose : Rich (Leo Geter (af))
- 1985 : La colline a des yeux 2 : Harry (Peter Frechette (en))
- 1985 : Le Retour des morts-vivants : Freddy (Thom Matthews)
- 1986 : La Folle Journée de Ferris Bueller : Ferris Bueller (Matthew Broderick)
- 1987 : Hamburger Hill : le soldat Joe Beletsky (Tim Quile)
- 1987 : Le Proviseur : Zach le Blanc (Jeffrey Jay Cohen)
- 1988 : Le Blob : Paulerson Taylor (Donovan Leitch, Jr.)
- 1988 : Big : Josh Baskin (Tom Hanks)
- 1988 : Willow : Willow Ufgood (Warwick Davis)
- 1989 : Les Trois Fugitifs : Tener (Alan Ruck)
- 1989 : MAL : Mutant aquatique en liberté : James « Jim » Richardson (Matt McCoy (en))
- 1989 : Le Carrefour des innocents : Tim Doolan (Adam Horovitz)
- 1990 : Les Arnaqueurs : Roy Dillon (John Cusack)
- 1991 : Opération Condor : Jackie Condor (Jackie Chan)
- 1991 : Dragon Ball, le film : La Légende des sept boules de cristal : Son Goku (Charles Chen Zi-Qiang)
- 1991 : Hot Spot : Pete Thompson (William O'Leary)
- 1992 : La Nuit du défi : Robby Gillon (Thomas Wilson Brown)
- 1992 : L'Équipée infernale : Fraser Sweeney (Stephen Dorff)
- 1993 : Soleil levant : Bob Richmond (Kevin Anderson (en))
- 1993 : Necronomicon : Dale Porkel (Dennis Christopher)
- 1994 : Harcèlement : Don Cherry (Nicholas Sadler (en))
- 1994 : Wyatt Earp : Pete Spence (Kirk Fox)
- 1995 : Mortal Kombat : Liu Kang (Robin Shou)
- 1995 : Seven : le livreur dans le désert (Richmond Arquette)
- 1996 : À l'épreuve du feu : Bruno (Bronson Pinchot)
- 1996 : Les Fantômes du passé : Jerry Mitchell (Jerry Levine (en))
- 1997 : Will Hunting : Clark (Scott William Winters)
- 1998 : Goodbye Lover : détective Crowley (Alex Rocco)
- 1999 : Mystery Men : le Spleen (Paul Reubens)
- 2000 : 28 Jours en sursis : Oliver (Mike O'Malley)
- 2004 : Harry Potter et le prisonnier d'Azkaban : Stan Rocade (Lee Ingleby)

#### Films d'animation
- 1985 : Les Minipouss : Leur véritable histoire : Charlie
- 1986 : Les Minipouss et la Statue de la Liberté : Charlie
- 1991 : La Princesse et la Forêt magique : Hippolyte
- 1995 : Mortal Kombat : L'aventure commence[3] : Liu Kang

### Télévision

#### Séries télévisées
- Erik Palladino dans :
  - Urgences (1999-2001) : Dr Dave Malucci
  - Le Monde de Joan (2003) : le lieutenant Michael Daghlian

- 1974-1980 : Happy Days : Ralph Malph (Don Most) (2e voix)
- 1982-1985 : Hooker : officier Vince Romano (Adrian Zmed) (1re voix)
- 1998 : Nom de code : TKR :  Clayton (Rick Copp (en))
- 2007 : Damages : l'Homme bien habillé (Damian Young) (2e voix - saison 1, épisode 11)

### Séries d'animation
- 1976[4] : Mathieu l'Astucieux : Mathieu
- 1983-1985 : Les Minipouss : Charlie (16 épisodes)
- 1985-1987 : Les Mondes engloutis : Bob (52 épisodes)
- 1985 : Les Entrechats : Hector
- 1987 : Emi Magique : Chronométré
- 1988 : Spielvan : Yosuke Jô / Spielvan
- 1993[5] : Beavis et Butt-Head : Beavis
- 1996 : Freakazoid! : Fan Boy
- 1998 : Les Dieux de l'Olympe : Hélios
- 1999 et 2000 : Batman, la relève : l'indic, J-Man et un garde de Powers (saison 1, épisode 1 :Renaissance, première partie) / Trey, Carter Wilson et l'ordinateur (saison 2, épisode 6 : Un profil peut en cacher un autre)
- 2011 : Le Monde de Pahé : Gros Bill et Whiskey

### Jeux vidéo
- 1994 : King's Quest VII: The Princeless Bride : Fifi le Yipyap, gros troll dans la boue, plusieurs autres personnages
- 1995 : Rayman : Mr Dark, Mr Sax Mr Stone
- 1995 : The 11th Hour : Henry Stauf, Brian Dutton, Docteur Thorton
- 1996 : Harvester : Pompier Sparky, Clem Parson
- 1996 : Les Chevaliers de Baphomet : Liam McGuire, Jacques Marquet et plusieurs autres personnages
- 2009 : Punch-Out!! : Glass Joe